# Saving All My Love for You
"Saving All My Love for You" é uma música composta por Michael Masser e Gerry Goffin, originalmente interpretada pelos cantores Marilyn McCoo e Billy Davis Jr. para o álbum Marilyn & Billy (1978). Whitney Houston gravou uma versão para o seu álbum de estréia auto-intitulado (1985). Foi lançado como single em 13 de agosto de 1985, pela Arista Records.
O cover de Houston recebeu análises positivas da crítica especializada. Os críticos elogiaram a sua produção, melodia e a performance vocal de Whitney, e a classificaram como um dos destaques do álbum. A música se tornou um sucesso global e representou um avanço comercial para Houston, liderando as paradas em quatro países e alcançando o top 10 em várias outras regiões.

## Antecedentes
"Saving All My Love for You" é uma canção composta por Michael Masser e Gerry Goffin durante a década de 1970 e foi originalmente gravada com Marilyn McCoo e Billy Davis Jr. no LP "Marilyn and Billy" ( 1978 ). Anos depois, Masser viu Whitney pela primeira vez quando entrou no clube Sweetwater de Nova York, um convite feito por Clive Davis presidente da Arista Records, e ela estava cantando uma outra música escrita por Masser: "Greatest Love of All". Após sua apresentação, a cantora disse a Masser que a música era uma das suas canções favoritas e, mais tarde, Masser foi escolhido pela Arista para produzir algumas faixas para o álbum de estréia de Houston.

## Composição e produção
"Saving All My Love for You" é uma canção de Soul e R&B do subgênero Quiet Storm, composta na clave de Lá Maior, com um ritmo lento de 84 batimentos por minuto. O alcance vocal de Houston na música se estende da nota F#3 à F#5. A música apresenta um solo de saxofone feito por Tom Scott e a letra da canção descrevem os pensamentos de uma jovem se preparando para a chegada de seu amante que é casado, através de versos como: "You've got your family, and they need you there/Though I've tried to resist, being last on your list/But no other man's gonna do/So I'm saving all my love for you." Dave Heaton do PopMatters percebeu que a Whitney canta algumas partes em um tom de voz agridoce ("that’s just an old fantasy") e em outros versos, com um tom vocal grave ("tonight is the night"), que ele citou como "essencial para aumentar o sentimentalismo e a emoção na música".
Cissy Houston, a mãe de Whitney Houston, desaprovou a canção comentando que isso refletiria mal na carreira de sua filha. No entanto, a própria Whitney confessaria: "Eu estava passando por um terrível caso de amor. Ele era casado, e isso nunca funcionaria. Nunca, de jeito nenhum".

## Recepção
"Saving All My Love for You" recebeu elogios da crítica especializada. Stephen Thomas Erlewine do AllMusic escolheu a música como o grande destaque do álbum, escrevendo que a música é uma "combustão lenta e sedutora". Dave Heaton escrevendo para o PopMatters elogiou Whitney por "cantar como 'a amante', aumentando o drama". Liam Lacey de The Globe and Mail comentou que 'Saving All My Love for You', 'Greatest Love Of All' e 'Hold Me' "são alguns dos pop mais bonitos desde os dias de glória de Dionne Warwick". Sputnikmusic chamou de "a música mais sexy e a mais romântica do disco".
Bret da revista Vibe classifou a canção como um "golias", comentando que a canção "era uma nova porção de talento precoce com [um] sabor suave de 1985". O Los Angeles Times fez um comentário positivo sobre a performance vocal: "não ficaria surpreso se fosse indicado ao Grammy".

### Reconhecimentos e usos na mídia
"Saving All My Love for You" fez com que Whitney ganhasse seu primeiro Grammy Awards na categoria de Melhor Performance Vocal Feminina em 1986; ela também ganhou o primeiro American Music Award de sua carreira classificação de "Favorite R&B/Soul Video". Posteriormente, entrou nas listas de suas melhores músicas. Enquanto listava as "25 melhores músicas" de Houston, editores de Entertainment Weekly colocou a canção no número 21, escrevendo que: "O single que foi canonizado por milhares de consultórios dentários, também foi seu primeiro hit número 1". BET colocou a canção no número 7 na lista das "40 melhores músicas de Whitney Houston", comentando que: "A canção tem tudo: As respirações ofegantes, suas notas épicas, sua melancolia delicada". Kelley L.Carter de MTV também listou a faixa nas "10 melhores músicas de Whitney Houston", elogiando a cantora por regravar uma canção já lançada e dar-lhe uma nova vida".
O The New York Daily News classificou "Saving All My Love for You", em 79° lugar na lista das "As 100 melhores canções de amor". Em uma lista parecida, desta vez feita pela The Telegraph ("50 melhores canções românticas da década de 1980"), Com um breve comentário: "[Foi] A música que lançou Houston ao estrelato e inventou uma variedade recém-cunhada de diva do Soul que ataca o mundo artístico". Os autores da lista escolherem o verso: "Though I try to resist, being last on your list/But no other man's gonna do/So I'm saving all my love for you," e o chamaram de "matador".
A canção foi incluída na trilha sonora internacional oficial da telenovela "De Quina Pra Lua", da Rede Globo, exibida entre 1985 e 1986. Na trama a música era tema do núcleo jovem da novela.

## Desempenho nas tabelas musicais
A canção é a sexagésima oitava música mais tocada nas rádios brasileiras do ano de 1985.

### Tabelas semanais
| Paradas (1985–1986)                                  | Pico |
| ---------------------------------------------------- | ---- |
| Austrália (Kent Music Report)                        | 20   |
| Áustria (Ö3 Austria Top 75)                          | 12   |
| Canadá Retail Singles (The Record)                   | 15   |
| Canadá Top Singles (RPM)                             | 8    |
| Canadá (RPM Adult Contemporary)                      | 1    |
| Europa (European Hot 100 Singles)                    | 6    |
| Países Baixos (Dutch Top 40)                         | 16   |
| França (SNEP)                                        | 11   |
| Alemanha (Offizielle Deutsche Charts)                | 18   |
| Islândia (RÚV)                                       | 8    |
| Irlanda (IRMA)                                       | 1    |
| Nova Zelândia (Recorded Music NZ)                    | 5    |
| Noruega (VG-lista)                                   | 10   |
| Suíça (Schweizer Hitparade)                          | 5    |
| Reino Unido (UK Singles Chart)                       | 1    |
| Estados Unidos (Billboard Hot 100)                   | 1    |
| Estados Unidos Hot Black Singles (Billboard)         | 1    |
| Estados Unidos (Billboard Adult Contemporary)        | 1    |
| Estados Unidos Cashbox Top 100                       | 5    |
| Estados Unidos Radio & Records CHR/Pop Airplay Chart | 3    |

| Paradas (2012)                                | Pico |
| --------------------------------------------- | ---- |
| Australia (ARIA)                              | 90   |
| Países Baixos (Dutch Top 40)                  | 62   |
| França (SNEP)                                 | 39   |
| Japão (Japan Hot 100)                         | 20   |
| Coréia do Sul International (Circle)          | 74   |
| Suíça (Schweizer Hitparade)                   | 54   |
| Reino Unido (UK Singles Chart)                | 59   |
| Estados Unidos (Billboard Digital Song Sales) | 49   |

 
|

### Paradas de fim de ano
| Paradas (1985)                                            | Posição |
| --------------------------------------------------------- | ------- |
| Austrália (ARIA)                                          | 123     |
| Canadá (RPM Top Singles)                                  | 72      |
| Reino Unido Singles (OCC)                                 | 17      |
| Estados Unidos Billboard Hot 100                          | 23      |
| Estados Unidos Top Black Singles (Billboard)              | 5       |
| Estados Unidos Top Adult Contemporary Singles (Billboard) | 16      |

| Paradas (1986)              | Posição |
| --------------------------- | ------- |
| Suíça (Schweizer Hitparade) | 28      |

|}

### Certificações
Recebeu certificado de ouro no Reino Unido (500.000 cópias) e de Platina nos Estados Unidos (um milhão de cópias comercializadas).

## Faixas
| - EUA vinil / 7" single - A "Saving All My Love for You" — 3:46 - B "All at Once" — 4:26 - Vinil Alemão 1. "Saving All My Love for You" — 3:57 2. "Nobody Loves Me Like You Do" (dueto com Jermaine Jackson) — 3:46 | - UK vinil / 12" - A "Saving All My Love for You" - B1 "All at Once" - B2 "Greatest Love of All" - Vinil Alemão / 7" - A "Saving All My Love for You" — 3:57 - B "How Will I Know" — 3:35 |